# リビングバイブル
『リビングバイブル』（英語: The Living Bible, 略称: TLB）とは、アメリカの神学者ケネス・テイラーによって作成（翻訳）され、1971年に出版された英語版の聖書。他の多くの聖書と違って、逐語訳から大きく離れた意訳が行われている。
伝統的な聖書はとても堅苦しい言葉で子供や教育を受けてない人には継続して読むことができなかった。そこでテイラーは英語聖書である『アメリカ標準訳聖書』(ASV) を元に日常生活で使用される言葉によって数年かけて意訳した。新約聖書は1967年完成。旧約聖書も含めたものが1971年に出版され、1974年にはアメリカにおける年間聖書売り上げの46%を占めるに至ったという。
英語版を底本として翻訳された日本語版が出版されている。韓国語版もある。

## 日本語版
日本ではいのちのことば社から日本語版が出版されている。日本語版でも原書英語版の方針を踏襲しつつ、福音主義に基づく平易な訳文を提供している。出版前に様々な年齢や学歴の約500人から意見を聴取するなど、分かりやすい訳文を提供するための努力が重ねられたという。新約聖書は1975年に『リビングバイブル 新約』として出版され、旧約聖書も含めたものは1978年に『リビングバイブル 旧新約』として出版された。
その後、湖浜馨、村瀬俊夫、斎藤潔の協力によって改訂が行われ、1993年に『リビングバイブル 旧新約』新版が出版された。この新版の改訂基準は以下の通りである。
1. 福音的立場。
2. 福音書を重点的に改訂。
3. キリストの権威にふさわしい表現。
4. 不快語・差別語の見直し[10]。
5. 誤解を与えた部分の伝統的な釈義に沿った見直し。

さらに2016年には『リビングバイブル〈旧新約〉』改訂新版が出版された。今回の改訂は「会話の表現を落ち着いた調子に変え」た他、全般に渡って表現をより分かりやすく適切にすることに主眼を置き、語注をふやしている。また「人名、地名等の固有名詞は原則として新改訳聖書第三版の表記に合わせ」てある。この改訂新版の『新約聖書』部分はすでに2011年に全面改訂されたものである。

### 各版

#### リビングバイブル
- 『リビングバイブル 新約』1975年。
- 『リビングバイブル 旧新約』1978年。全国書誌番号:80022046
- 『リビングバイブル 旧新約』新版、1993年。ISBN 4-264-01346-1。
- 『リビングバイブル 新約』改訂新版、2011年。ISBN 978-4-820-60289-7。
- 『リビングバイブル〈旧新約〉』改訂新版、2016年。ISBN 978-4-264-03321-9。

#### 関連書籍
書名の異なるもの。おもな内容はリビングバイブルである。すべて新約聖書のみ。
- 『明日へのバイブル』1981年。ISBN 4-264-00484-5
- 『アニメバイブル しんやく』1983年。ISBN 4-264-00600-7
  - アニメ「トンデラハウスの大冒険」が挿絵に使われている。
- 『ファミリーバイブル 家族の幸せと成長のために…』1983年。ISBN 4-264-00602-3
- 『イラスト リビングバイブル 新約』2014年。ISBN 978-4-264-03137-6
  - 改訂新版の本文が使われている。